# 不遠寺
不遠寺（ふおんじ）は岐阜県高山市総和町にある阿弥陀如来を本尊とする浄土真宗大谷派の寺院。山号は究竟山。飛騨郡代菩提寺の一つ。
寛永9年（1632年）に照蓮寺13世の明了が宣如上人から一字を賜り宣明を名乗り、境内の西南に嘉念坊を設けたのが始まりである。承応2年（1653年）に寺号を得て不遠寺となった。文化12年（1815年）に飛騨郡代の榊原長義が没した際に葬られている。昭和に至り現在地に移転した。